# Еласмозавр
{{#ifeq:0|0|{{#if:|{{#if:Elasmosaurusplatyurus|[[]}}|}}}}
Еласмозавр (від лат. Elasmosaurus — «ящір з тонкими пластинами») — рід плезіозаврів, що мешкав у Північній Америці за часів кампану пізньої крейди, близько 80,5 млн років тому. Перший екземпляр був знайдений у 1867 році поблизу форту Уоллес, штат Канзас, США, і надісланий американському палеонтологу Едварду Дрінкеру Копу, який у 1868 році присвоїв йому назву E. platyurus. Родова назва означає «тонкопластинчастий ящір», а видова — «плоскохвостий». Спочатку Коп реконструював скелет еласмозавра з черепом на кінці хвоста — помилка, на яку звернув увагу палеонтолог Отніел Чарльз Марш, і яка стала частиною їхнього суперництва у «війні кісток». Наразі достеменно відомий лише один неповний скелет еласмозавра, що складається з фрагментарного черепа, хребта, грудного та тазового поясів, і на сьогодні визнаний лише один вид; інші види вважаються недійсними або були перенесені до інших родів.
При довжині 10,3 метра еласмозавр мав обтічне тіло з веслоподібними кінцівками, короткий хвіст, невелику голову і надзвичайно довгу шию. Одна лише шия сягала близько 7,1 метра завдовжки. Разом зі своїм родичем альбертонектом, він мав одну з найдовших ший серед тварин, що коли-небудь жили, з другою найбільшою кількістю відомих шийних хребців — 72, що на 4 менше, ніж в альбертонекта. Череп був вузький і трикутний, з великими, схожими на ікла зубами спереду, і меншими зубами ззаду. Він мав по шість зубів у кожній передщелепній кістці, а також, ймовірно, 14 зубів у верхній щелепі та 19 зубів у ніжній щелепі.
Родина Elasmosauridae була заснована на роді Elasmosaurus, першому визнаному представнику цієї групи довгошиїх плезіозаврів. Еласмозаври були добре пристосовані до життя у воді. Всупереч раннім зображенням, їхні шиї не були дуже гнучкими та не могли утримуватися високо над поверхнею води. Невідомо, для чого слугували їхні довгі шиї, але, можливо, вони виконували функцію в харчуванні. Еласмозаври, ймовірно, харчувалися дрібною рибою і морськими безхребетними, захоплюючи їх своїми довгими зубами, і, можливо, використовували гастроліти (шлункові камені), щоб полегшити процесу перетравлення їжі. Елазмозавр відомий зі сланцевої формації П'єр, що представляє морські відкладення із Західного внутрішнього моря.

## Історія вивчення

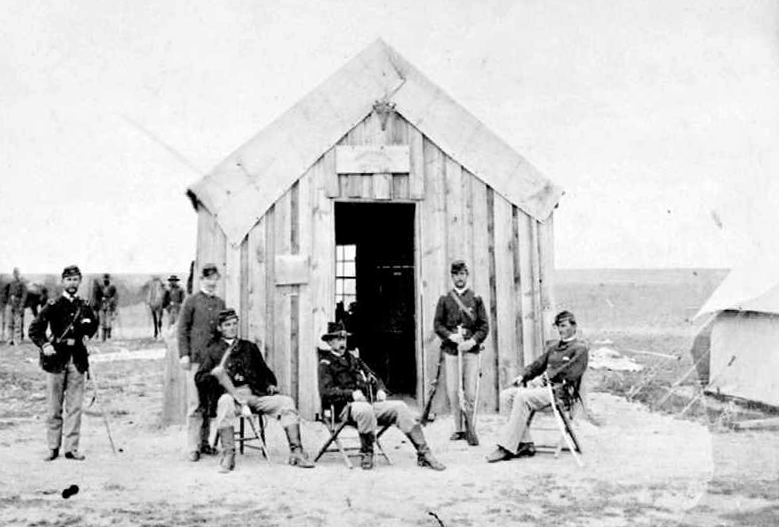

На початку 1867 року американський військовий хірург Теофіл Хант Тернер та військовий розвідник Вільям Комсток досліджували скелі навколо форту Уоллес, штат Канзас, де вони були дислоковані під час будівництва залізниці тихоокеанського союзу. Приблизно за 23 кілометри на північний схід від форту Уоллес, поблизу Мак-Алластера, Тернер знайшов кістки великої викопної рептилії в яру сланцевої формації П'єр, і хоча він не мав палеонтологічного досвіду, він визначив, що рештки належали «вимерлому монстру». У червні Тернер передав три викопні хребці американському вченому Джону ЛеКонту, члену залізничної експедиції, щоб той відправив їх на схід для ідентифікації. У грудні ЛеКонте передав частину хребців американському палеонтологу Едварду Дрінкеру Копу в Академію природничих наук Філадельфії (ANSP). Впізнавши в них рештки плезіозавра — найбільшого з тих, що він бачив у Європі — Коп написав Тернеру з проханням доставити йому решту зразків за рахунок ANSP.
У грудні 1867 року Тернер та інші співробітники форту Воллес повернулися на місце знахідки та знайшли більшу частину хребетного стовпа та конкреції, що містили інші кістки; загальна вага матеріалу становила 360 кілограмів. Скам'янілості були викопані або виколупані з відносно м'якого сланцю за допомогою кирок і лопат, завантажені на запряжений кіньми віз і перевезені назад до форту Уоллес. Коп надіслав інструкції, як правильно спакувати кістки, які потім відправили в ящиках, оббитих сіном, у військовому фургоні на схід до залізниці, яка ще не була прокладена до форту. Зразок прибув до Філадельфії залізницею в березні 1868 року, після чого Коп поспіхом дослідив його. Він доповів про зразок на березневому засіданні ANSP, під час якого назвав його Elasmosaurus platyurus. Родова назва Elasmosaurus означає «тонкопластинчаста рептилія», посилаючись на «пластинчасті» кістки грудного і тазового відділів, а видова назва platyurus означає «плоскохвостий», посилаючись на стиснутий «хвіст» (фактично шию) і пластинки хребців на ньому.
Еласмозавр став першою великою знахідкою скам'янілостей у Канзасі (і найбільшою на той час) і поклав початок ажіотажу колекціонування скам'янілостей, завдяки якому тисячі скам'янілостей з Канзасу потрапили до відомих музеїв східного узбережжя США. Еласмозавр був одним з небагатьох плезіозаврів, відомих на той час у Новому Світі, і першим визнаним представником сімейства Elasmosauridae.
У 1869 році Коп науково описав і замалював еласмозавра. Препринт версії рукопису містив реконструкцію скелета, яку він раніше представив під час своєї доповіді на засіданні ANSP у вересні 1868 року. Реконструкція зображала еласмозавра з короткою шиєю і довгим хвостом, на відміну від інших плезіозаврів, до того ж Коп не був упевнений, чи були у нього задні кінцівки. На засіданні ANSP через півтора року, в березні 1870-го, американський палеонтолог Джозеф Лейді (наставник Копа) зазначив, що на його реконструкції череп еласмозавра переплутаний з хвостом. Коп, очевидно, дійшов висновку, що хвостові хребці належали до шиї, оскільки щелепи були знайдені на тому кінці скелета, не дивлячись на те, що протилежний кінець закінчувався осьовим хребцем та атласом шиї. Лейді також дійшов висновку, що еласмозавр був ідентичним до дискозавра, плезіозавра, якого він назвав у 1851 році.
Щоб приховати свою помилку, Коп спробував відкликати всі копії препринта статті та надрукував виправлену версію з новою скелетною реконструкцією, в якій голова була розміщена на шиї. У відповіді Лейді Коп стверджував, що його ввів в оману той факт, що Лейді розташував хребці цимоліазавра у зворотному порядку у своєму описі 1851 року, і вказав, що його реконструкція була виправлена. Хоча Коп намагався знищити попередні препринти, одна копія потрапила до рук американського палеонтолога Отніела Чарльза Марша, який висвітлив його помилку. Це призвело до антагонізму між присоромленим Копом та Маршем, який неодноразово згадував про цей препринт протягом десятиліть. Марш повернувся до цього питання під час їхньої полеміки в New York Herald у 1890-х роках (Марш стверджував, що одразу ж звернув увагу Копа на помилку), коли їхня суперечка набула широкого суспільного резонансу. Ця суперечка була частиною «кісткових війн» між ними й добре відома в історії палеонтології.
Зважаючи на репутацію Копа як блискучого палеонтолога, виникає питання, як він припустився такої очевидної анатомічної помилки. Можливо, враховуючи унікальність зразка 1868 року, еласмозавра було важко інтерпретувати на основі тогочасних наукових даних. Окрім цього, Коп спочатку вважав, що знахідка складалася з двох зразків різних тварин — у листі до ЛеКонта 1868 року Коп називав «менший зразок» Discosaurus carinatus. Копу на той час не було й 30, він не мав формальної палеонтологічної освіти, і, можливо, на нього вплинула помилка Лейді, коли той розвернув хребет цимоліазавра. У 2002 році американська мистецтвознавиця Джейн П. Девідсон зазначила, що на помилку Лейді насправді вказували й раніше. На думку Девідсон, анатомія плезіозаврів на той час була досить добре вивчена, тому Коп не повинен був припуститися помилки. Після опису 1870 р. Едвард Коп мало працював над зразком, він зберігався у сховищі майже 30 років. У 2005 році еласмозавр був детально переописаний німецьким палеонтологом Свеном Саксом.

## Палеоекологія

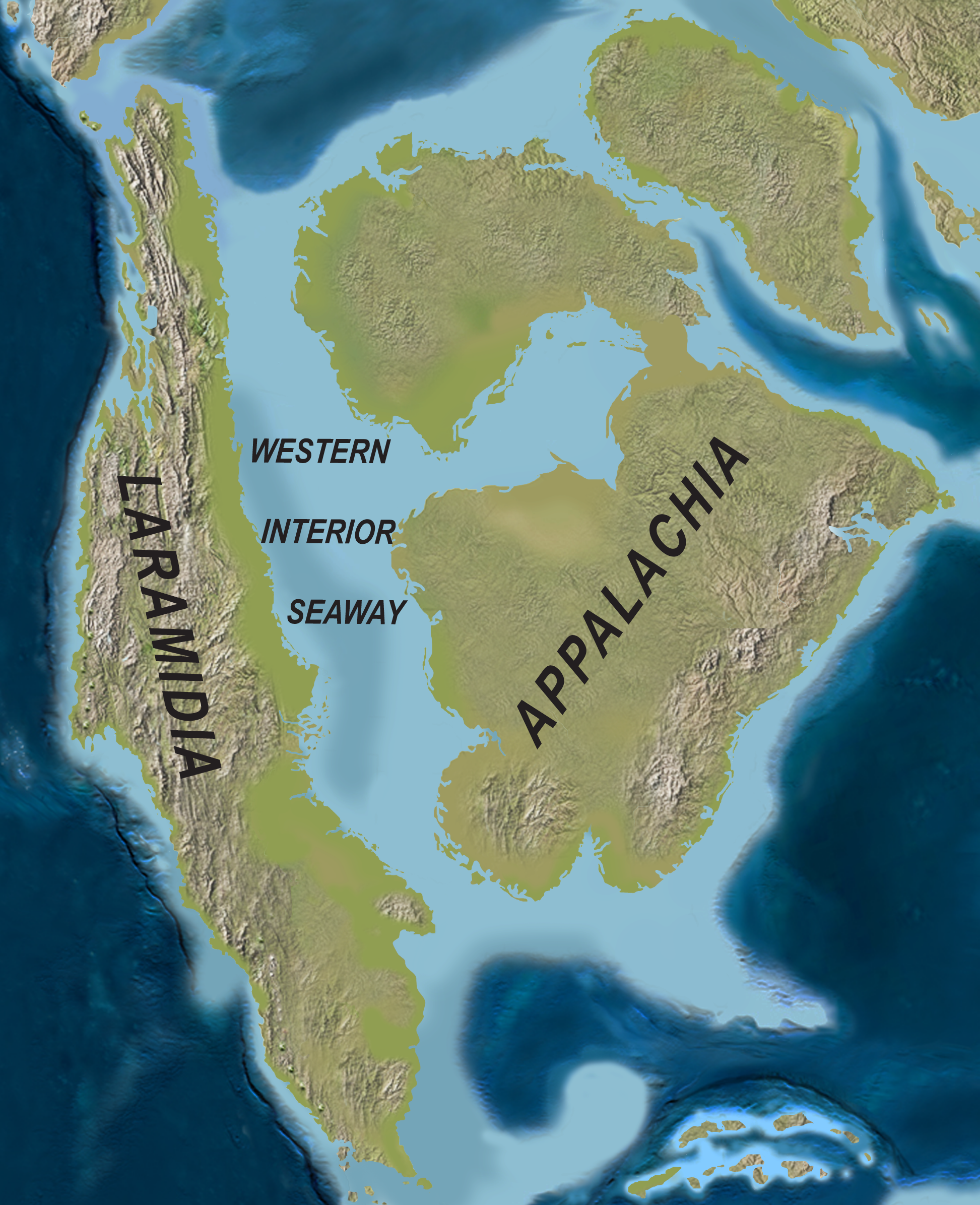
Карта Західного внутрішнього моря у часи пізньої крейди, приблизно 80 млн років тому

Еласмозавр відомий з відкладів Шарон-Спрінгс, що входять до складу кампанської формації верхньокрейдового сланцю П'єр на заході Канзасу, яка датується приблизно 80,5 мільйонами років тому. Сланці П'єр представляють період морських відкладень із Західного внутрішнього моря, мілководного континентального моря, яке занурило більшу частину центральної частини Північної Америки впродовж крейдового періоду. Найбільше Західне внутрішнє море простягалося від Скелястих гір на схід до Аппалачів, завширшки близько 1000 кілометрів. Як максимум Західне внутрішнє море сягало тільки 800 або 900 метрів завглибшки. Два великих континентальних вододіли впадали в нього зі сходу і заходу, розбавляючи його води й приносячи ресурси у вигляді еродованого мулу, який формував мінливі системи річкових дельт уздовж його низько розташованих берегів. На східному узбережжі морського шляху відкладення осаду було незначним; на західному узбережжі накопичилася товста маса осаду, еродованого із західного суходолу. Через це західний берег був дуже мінливим, залежно від коливань рівня моря та відкладення нового осаду.
М'яке, мулисте морське дно, ймовірно, отримувало дуже мало сонячного світла, але воно кишіло життям завдяки постійним «дощам» з органічних решток планктону та інших організмів, що проживали вище у товщі води. На дні домінували великі молюски Inoceramus та устриці. Мушлі молюсків століттями накопичувалися шарами під поверхнею морського дна і слугували притулком для дрібної риби. Інші безхребетні, що жили в цьому морі, включали різні види рудистів, морських лілій та головоногих молюсків (включаючи кальмарів та амонітів).
До відомих великих риб, які мешкали в морі, належать кісткові риби Pachyrhizodus, Enchodus, Cimolichthys, Saurocephalus, Saurodon, Gillicus, Ichthyodectes, Xiphactinus, Protosphyraena і Martinichthys, а також акули Cretoxyrhina, Cretolamna, Scapanorhynchus, Pseudocorax і Squalicorax. Окрім еласмозавра, серед інших морських рептилій представлені плезіозаври Libonectes, Styxosaurus, Thalassomedon, Terminonatator, Polycotylus, Brachauchenius, Dolichorhynchops та Trinacromerum, мозазаври Mosasaurus, Halisaurus, Prognathodon, Tylosaurus, Ectenosaurus, Globidens, Clidastes, Platecarpus і Plioplatecarpus і морських черепах Archelon, Protostega, Porthochelys і Toxochelys. Там же мешкав нелітаючий водний птах Hesperornis, птерозаври Pteranodon і Nyctosaurus, та птах Ichthyornis, що також харчувався далеко від суші.